# Garcinia minimiflora
Garcinia minimiflora är en tvåhjärtbladig växtart som beskrevs av Henry Nicholas Ridley. Garcinia minimiflora ingår i släktet Garcinia och familjen Clusiaceae. Inga underarter finns listade i Catalogue of Life.